# Lemlaxön
Lemlaxön (finska: Lemlahdensaari) är en ö i Pargas. Den ligger i kommunen Pargas i Åboland i landskapet Egentliga Finland, i den södra delen av landet, 140 km väster om huvudstaden Helsingfors.
På Lemlaxön finns bland annat Lemlax by och Qvidja by och slott.